# Podabrus florissantensis
Podabrus florissantensis (лат.) — ископаемый вид жуков-мягкотелок рода Podabrus. Отпечатки обнаружены в сланцевых отложениях Северной Америки (США, штат Колорадо, округ Теллер, Florissant Formation, возраст около 35 млн лет). Мелкие жуки, длина тела 10,1 мм, длина надкрылий 7,35 мм. Вид был впервые описан американским палеонтологом и энтомологом Генри Уикхэмом (Henry Frederick Wickham; 1866—1933).